# إدسون كوريا دي أراوغو
إدسون كوريا دي أراوغو هو لاعب كرة قدم برازيلي في مركز الوسط، ولد في 10 يونيو 1988 في ساو باولو في البرازيل. لعب مع نادي سبارتاك ترنافا.

## وصلات خارجية
- إدسون كوريا دي أراوغو على موقع Soccerway.com (الإنجليزية)